# 名立站
名立站（日语：／ Nadachi eki */?）是位於日本新潟縣上越市的鐵路車站。現時由越後心動鐵道（朱鷺鐵）所使用及管理，為無人站。月台建築於高架部份，車站站舍則位於地面。

## 車站結構

### 車站站房
現時使用中的車站為第2代，位於舊車站西南方約1.5公里，是因應原北陸本線複線化時更改線路，因部份路段向內陸遷移，連帶車站也一併遷移。站房座落於名立川旁，車站位置亦剛好落在兩條隧道間的名立隧道及頸城隧道之間。由於月台大半都是建於鐵橋或基堤之上，雖然站房位於地面，但亦符合高架車站的定義。
第1代車站位於大字名立小泊，距離現時位置的東北方約1.5公里，站舍為單層木製建築，屬小型站舍規模，遷站後原來站舍被改為民居，位於盛土上的部份舊月台亦被用作興建工廠。
現時車站座落於新潟縣道245號旁，屬大字名立大町的邊沿部份，與中心區相距約1公里。站舍建於基座上，為單層鐵架及水泥板所建成的建築物，站舍對面建有單車停泊處，站舍前方外圍建有圍板。進站後即為候車室，右方設置了一座簡易式的售票機，正門對面為開放式閘口，閘口的右旁為舊站務室，現已停用。通過閘口後，前端位置是往直江津站方向的上行樓梯，穿過橋下的隧道，便到達往泊站方向的月台。

### 月台配置
設有側式月台2座，每座月台的長度都達220米，連同其餘緩衝位置，可足夠讓1列特急列車靠站。月台候車室及候車座椅附設於樓梯的頂端。基於車站的地理位置，各月台只有一個出入口。
在候車月台及路軌的中央位置有2條特快路軌是讓JR貨物列車及過往JR西日本的特急列車通過時使用的。而在下行月台前端方的基堤上，亦設有兩條側線，其中一條上建有跨路軌上蓋，可供維修車輛在此停泊。而在側軌旁近名立隧道口另建有兩座建築物。
因應通過列車可提前進入特快路軌，在名立隧道及頸城隧道兩端均是三軌路段，列車進站前已透過隧道內的轉轍器預先駛入適當的路軌內，而當列車駛出時，在進入另一端隧道前亦已透過轉轍器先駛回入主軌後才進隧道。
| 月台        | 路線          | 方向 | 目的地                          |
| ----------- | ------------- | ---- | ------------------------------- |
| 站舍側（1） | ■日本海翡翠線 | 下行 | 直江津、經■妙高躍馬線往新井方向 |
| 對側（2）   | ■日本海翡翠線 | 上行 | 糸魚川、泊方向                  |

## 歷史
- 1911年7月1日：日本國有鐵道信越線直江津站～本站通車，為終點站。
- 1912年12月16日：信越線的向糸魚川站延伸開業，改為中途站。
- 1913年4月1日：改編入北陸本線。
- 1969年10月1日：北陸本線複線化及電化，路段移入內陸，車站改於本位置設置。
- 1975年3月10日：貨物提取服務取消。
- 1985年3月11日：手提貨物提取服務取消。
- 1987年4月1日：國鐵分割民營化，成為西日本旅客鐵道（JR西日本）車站。
- 2008年3月15日：降為無人站。
- 2015年3月14日：北陸新幹線開業，改交由越後心動鐵道接管。

## 利用人數
| 乗車人員推算 | 乗車人員推算 | 乗車人員推算 |
| 年度         | 1日平均人數  |              |
| ------------ | ------------ | ------------ |
| 2003         | 164          |              |
| 2004         | 153          |              |
| 2005         | 161          |              |
| 2006         | 149          |              |
| 2007         | 148          |              |
| 2008         | 140          |              |
| 2009         | 135          |              |
| 2010         | 124          |              |
| 2011         | 118          |              |
| 2012         | 108          |              |
| 2013         | 105          |              |
| 2014         | 75           |              |
| 2015         | 96           |              |
| 2016         | 102          |              |
| 2017         | 99           |              |

## 相鄰車站
越後心動鐵道
■日本海翡翠線
■普通
筒石－名立－有間川

## 外部連結
- 越後心動鐵路 名立站 （页面存档备份，存于）